# Diana Serra Cary

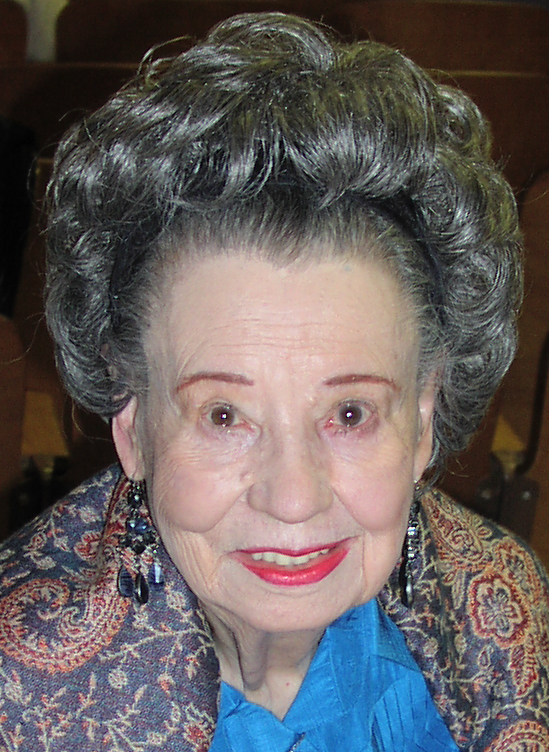
„Baby Peggy“ (2012)

Diana Serra Cary, besser bekannt als Baby Peggy (eigentlich Peggy-Jean Montgomery; * 29. Oktober 1918 in San Diego, Kalifornien; † 24. Februar 2020 in Gustine, Kalifornien), war eine US-amerikanische Filmschauspielerin und Autorin. In den 1920er-Jahren war sie neben Jackie Coogan der beliebteste Kinderstar in Hollywood. In den späten Jahren ihres Lebens galt sie als letzter lebender Filmstar der Stummfilmära.

## Leben
Peggy-Jean Montgomery war die zweite Tochter von Marian Sharkey Baxter und Jack Travers Montgomery. Ihr Vater war ein ehemaliger Cowboy und in Hollywood als Stuntman beschäftigt, unter anderem für den Western-Star Tom Mix. Sie hatte eine ältere Schwester namens Jack-Louise. Diana wurde im Alter von neunzehn Monaten bei einem Besuch im Century-Filmstudio vom Regisseur Fred Fishbach entdeckt. Dieser zeigte sich über ihr gutes Benehmen sowie ihr niedliches Aussehen mit einer Bobfrisur begeistert. Ihr erster Film Playmates wurde 1921 ein großer Erfolg und so übernahm sie in den nächsten drei Jahren Hauptrollen in rund 150 Kurzfilmen für das Studio Century. Der bekannte Filmhistoriker Kevin Brownlow nannte sie eine „außergewöhnliche Darstellerin“ und hob ihre Qualitäten hervor: So habe „Baby Peggy“ ein besonderes Talent für Imitationen anderer Menschen gezeigt, was ungewöhnlich für ein Kind ihres Alters sei, etwa wenn sie in einem Film eine Großmutter spielte. Außerdem habe sie Regieanweisungen präzise befolgt und eine Natürlichkeit in ihrem Schauspiel besessen.
Durch ihre Filme wurde Baby Peggy neben Jackie Coogan zum größten Kinderstar der 1920er-Jahre in Hollywood. Sie erhielt jährlich über eine Million Fanbriefe und ihr Einkommen pro Jahr ging ebenfalls in den Millionenbereich. Um ihre Person entstanden zahlreiche Merchandising-Produkte; beispielsweise gab es eine eigene „Baby Peggy“-Puppenkollektion. Im Jahre 1924 fungierte sie mit ihrer Popularität als Maskottchen beim Parteitag der Demokratischen Partei.

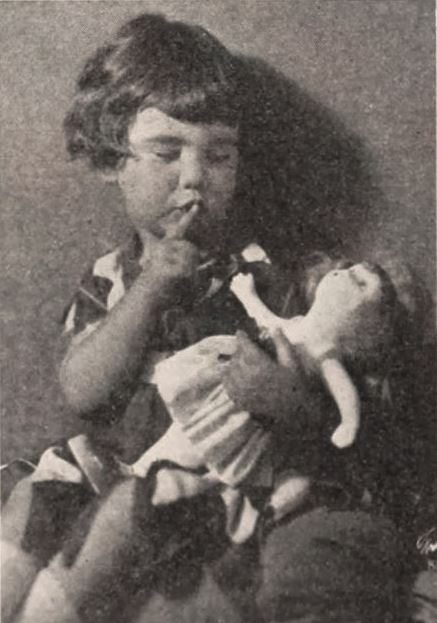
Diana Serra Cary in einem Filmmagazin von 1922

1925 überwarf sich ihr Vater mit dem Filmproduzenten Sol Lesser, der die Baby-Peggy-Filme produzierte. Der 1,5-Millionen-Dollar-Vertrag mit ihr wurde aufgehoben und aufgrund der Kontroversität ihres Vaters wollten auch andere Hollywood-Produzenten Baby Peggy nicht mehr engagieren. Baby Peggy musste auf Theaterarbeit ausweichen; bis zur Pubertät trat sie regelmäßig in Vaudeville-Shows oder Theaterstücken auf, was weiterhin gutes Einkommen brachte. Doch ihre Eltern verschwendeten unvorsichtigerweise einen großen Teil ihres verdienten Geldes; sie investierten unter anderem in eine 14-Zimmer-Villa und in ein Luxusauto. Im Börsencrash 1929 verlor Baby Peggys Familie den Rest ihres Vermögens. Sie kehrte daher als Jugendliche in den 1930er-Jahren ins Filmgeschäft der frühen Tonfilmzeit zurück, war jedoch nicht mehr gefragt und erhielt nur noch Aufgaben als Statistin. Hierbei verdiente sie 3 Dollar am Tag. Einige der anderen älteren Statisten seien laut Peggy ebenfalls frühere Stummfilmstars gewesen, die in der Verbitterung über ihren Absturz die Statistenarbeit mit der von „Galeerensklaven“ verglichen hätten. Ohne Perspektive in Hollywood beendete sie 1938 ihre Filmlaufbahn. 
Diana Serra Cary war zweimal verheiratet: Die erste Ehe mit dem Filmstatisten Gordon Ayres zwischen 1938 und 1948 wurde geschieden; anschließend war sie von 1954 bis zu seinem Tod 2001 mit Bob Cary verheiratet, mit dem sie einen Sohn hatte. Den Namen Serra nahm sie in Anlehnung an Fra Juníper Serra an, nachdem sie zum Katholizismus konvertiert war. Unter anderem arbeitete sie als Verkäuferin in Buch- und Geschenkeläden, ohne jemandem etwas von ihrer Vergangenheit zu erzählen. Einen Großteil ihres erwachsenen Lebens verbrachte Cary als Unbekannte, zumal der überwiegende Teil ihrer Filme heute als verschollen gilt.
Im Alter stand sie allerdings wieder zusehends im Rampenlicht. 1996 veröffentlichte Cary ihre Autobiographie Whatever Happened to Baby Peggy?, in Anspielung auf den Film What Ever Happened to Baby Jane?. Ihre Karriere als Kinderstar soll sogar teilweise Vorbild der Filmfigur „Baby Jane Hudson“ in diesem Film gewesen sein. Anschließend veröffentlichte sie eine Biografie über ihren Schauspielkollegen Jackie Coogan sowie im Januar 2018, mit 99 Jahren, ihren ersten Roman The Drowning of the Moon. Im Jahr 2012 erschien der Dokumentarfilm Baby Peggy: The Elephant in the Room, der sich mit ihrem Leben auseinandersetzt.
Diana Serra Cary zählte beim Zeitpunkt ihres Todes zu den letzten lebenden Schauspielern der Stummfilmära. Unter diesen war sie die einzige Person, die wirklich beanspruchen konnte, in der Stummfilmära den Status eines „Stars“ besessen zu haben – folglich könnte man sie auch den letzten lebenden „Stummfilmstar“ nennen. Sie starb am 24. Februar 2020 im Alter von 101 Jahren in ihrem kalifornischen Wohnort Gustine nahe Modesto.

## Filmografie (Auswahl)
- 1921: Her Circus Man
- 1921: Brownie’s Little Venus
- 1921: Fool’s Paradise

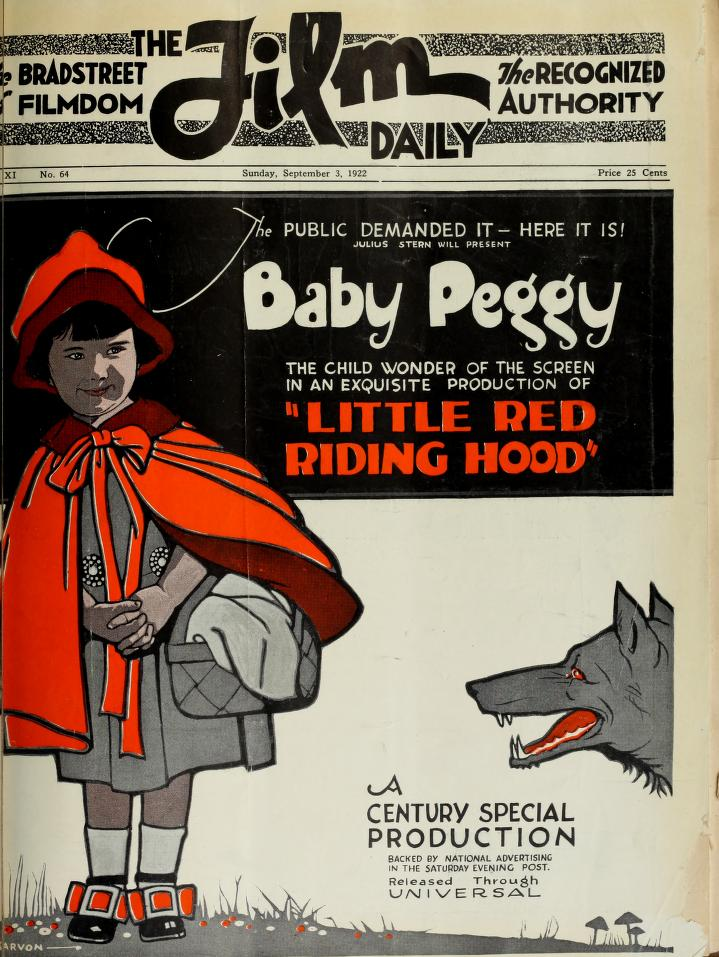
Baby Peggy auf einer Filmzeitschrift als Rotkäppchen (1922)

- 1922: Der Klub der Unterirdischen (Penrod)
- 1922: Little Red Riding Hood
- 1922: The Little Rascal
- 1923: Carmen, Jr.
- 1923: The Kid Reporter
- 1923: The Darling of New York
- 1924: Helen’s Babies
- 1924: The Family Secret
- 1924: Peg o' the Mounted
- 1924: Mein kleiner Kapitän (Captain January)
- 1926: April Fool
- 1934: The Return of Chandu
- 1935: Ah, Wilderness!
- 1937: Schiffbruch der Seelen (Souls at Sea)
- 1937: Ein Mordsschwindel (True Confession)
- 1938: Having Wonderful Time